# اس‌اس ایندیانا (۱۸۷۳)
اس‌اس ایندیانا (۱۸۷۳) (به انگلیسی: SS Indiana (1873)) یک کشتی بود که طول آن ۳۴۳ فوت (۱۰۵ متر) بود. این کشتی در سال ۱۸۷۳ ساخته شد.